# 500 miles d'Indianapolis 1948

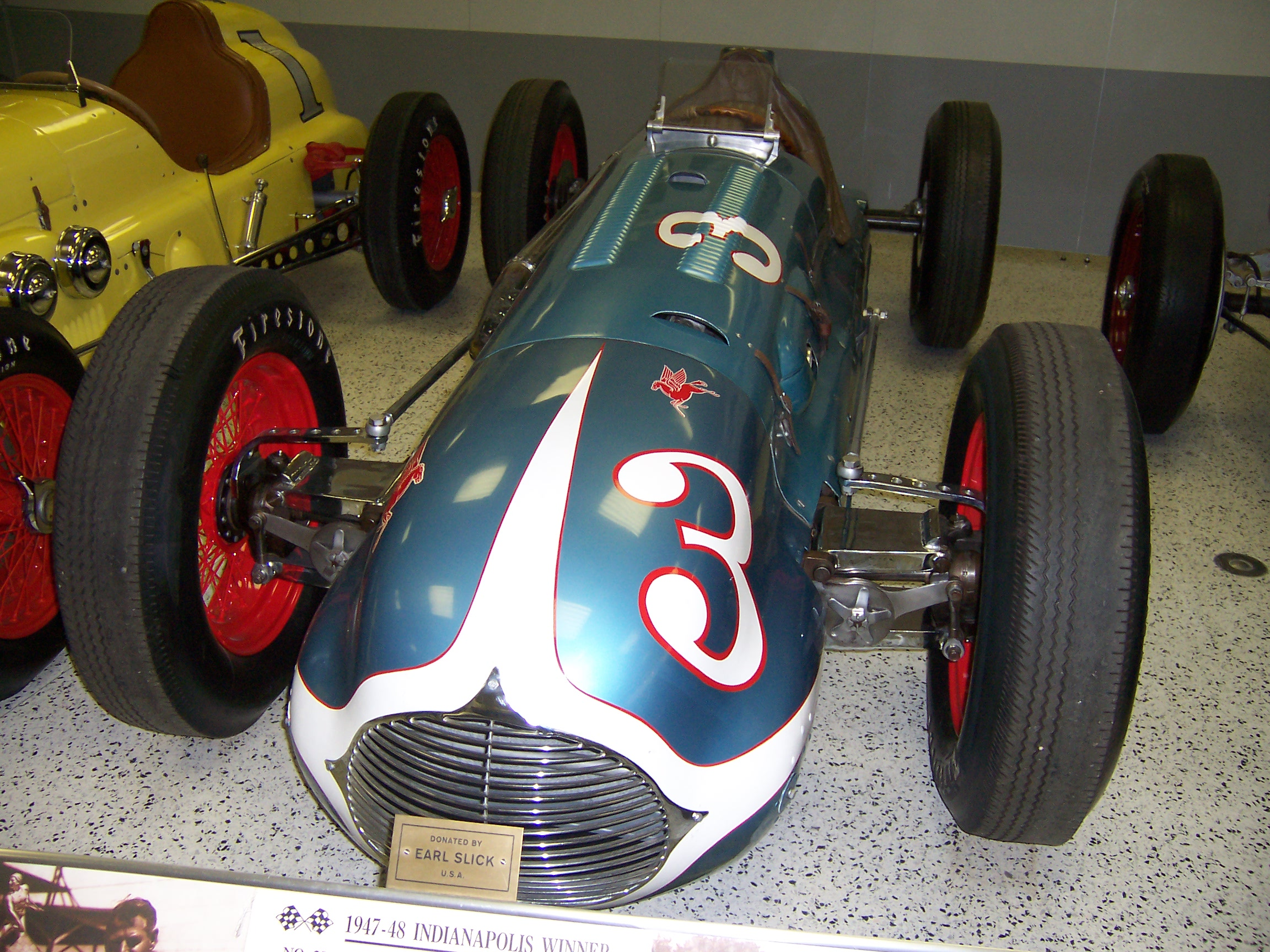
Voiture gagnante des 500 miles d'Indianapolis 1948.

Les 500 miles d'Indianapolis 1948, courus sur l'Indianapolis Motor Speedway et organisés le lundi 31 mai 1948, ont été remportés par le pilote américain Mauri Rose sur une Deidt-Offenhauser.

## Grille de départ
| Ligne | Intérieur         | Centre            | Extérieur         |
| 1     | Rex Mays          | Bill Holland      | Mauri Rose        |
| 2     | Jimmy Jackson     | Ted Horn          | Doc Williams      |
| 3     | Bill Cantrell     | Johnny Mantz      | Les Anderson      |
| 4     | Joie Chitwood     | Duke Nalon        | Charles Van Acker |
| 5     | Jack McGrath      | Hal Cole          | Sam Hanks         |
| 6     | Emil Andres       | George Connor     | Hal Robson        |
| 7     | Chet Miller       | Billy Devore      | Mack Hellings     |
| 8     | Tony Bettenhausen | Tommy Hinnershitz | Bill Sheffler     |
| 9     | Paul Russo        | Harry McQuinn     | Johnny Mauro      |
| 10    | Lee Wallard       | Duane Carter      | Spider Webb       |
| 11    | Mike Salay        | Fred Agabashian   | Mel Hansen (en)   |

La pole a été réalisée par Rex Mays à la moyenne de 210,143 km/h. Le meilleur temps des qualifications est à mettre à l'actif de Duke Nalon à la moyenne de 211,794 km/h.

## Classement final
| no | Pilote            | Voiture                  | Tours | Temps/Abandon     |
| 1  | Mauri Rose        | Deidt-Offenhauser        | 200   |                   |
| 2  | Bill Holland      | Deidt-Offenhauser        | 200   |                   |
| 3  | Duke Nalon        | Kurtis-Novi              | 200   |                   |
| 4  | Ted Horn          | Maserati                 | 200   |                   |
| 5  | Mack Hellings     | Kurtis Kraft-Offenhauser | 200   |                   |
| 6  | Hal Cole          | Kurtis Kraft-Offenhauser | 200   |                   |
| 7  | Lee Wallard       | Meyer-Offenhauser        | 200   |                   |
| 8  | Johnny Mauro      | Alfa Romeo               | 198   |                   |
| 9  | Tommy Hinnershitz | Kurtis-Offenhauser       | 198   |                   |
| 10 | Jimmy Jackson     | Deidt-Offenhauser        | 193   |                   |
| 11 | Charles Van Acker | Stevens-Offenhauser      | 192   |                   |
| 12 | Billy Devore      | Kurtis-Offenhauser       | 190   |                   |
| 13 | Johnny Mantz      | Kurtis Kraft-Offenhauser | 185   |                   |
| 14 | Tony Bettenhausen | Stevens-Offenhauser      | 167   | embrayage         |
| 15 | Hal Robson        | Adams-Offenhauser        | 164   | moteur            |
| 16 | Bill Cantrell     | Stevens-Fageol           | 161   | direction         |
| 17 | Joie Chitwood     | Shaw-Offenhauser         | 138   | fuite d'huile     |
| 18 | Bill Sheffler     | Bromme-Offenhauser       | 132   | allumage          |
| 19 | Rex Mays          | Kurtis-Winfield          | 129   | fuite d'huile     |
| 20 | Chet Miller       | Mercedes                 | 108   | problèmes d'huile |
| 21 | Jack McGrath      | Bromme-Offenhauser       | 70    | calage            |
| 22 | Duane Carter      | Wetteroth-Offenhauser    | 59    | roue perdue       |
| 23 | Fred Agabashian   | Kurtis-Duray             | 58    | fuite d'huile     |
| 24 | Les Anderson      | Kurtis-Offenhauser       | 58    | boîte de vitesses |
| 25 | Mel Hansen (en)   | Adams-Sparks             | 42    | trop lent         |
| 26 | Sam Hanks         | Adams-Sparks             | 34    | embrayage         |
| 27 | Spider Webb       | Bromme-Offenhauser       | 27    | fuite d'huile     |
| 28 | George Connor     | Stevens-Miller           | 24    | mécanique         |
| 29 | Doc Williams      | Cooper-Offenhauser       | 19    | embrayage         |
| 30 | Mike Salay        | Wetteroth-Offenhauser    | 13    | calage            |
| 31 | Emil Andres       | Kurtis Kraft-Offenhauser | 11    | direction         |
| 32 | Paul Russo        | Maserati                 | 7     | fuite d'huile     |
| 33 | Harry McQuinn     | Maserati                 | 1     | moteur            |

## À noter
- 5e de la course aux mains de Mack Hellings, la Kurtis Kraft 2000 "Don Lee Special" sera immortalisée par Hollywood en 1950. C'est, en effet, cette voiture que Clark Gable pilote dans le film Pour Plaire à sa Belle (To Please a Lady), de Clarence Brown[1].

## Sources
- (en) Résultats complets sur le site officiel de l'Indy 500